# Tan Daoji

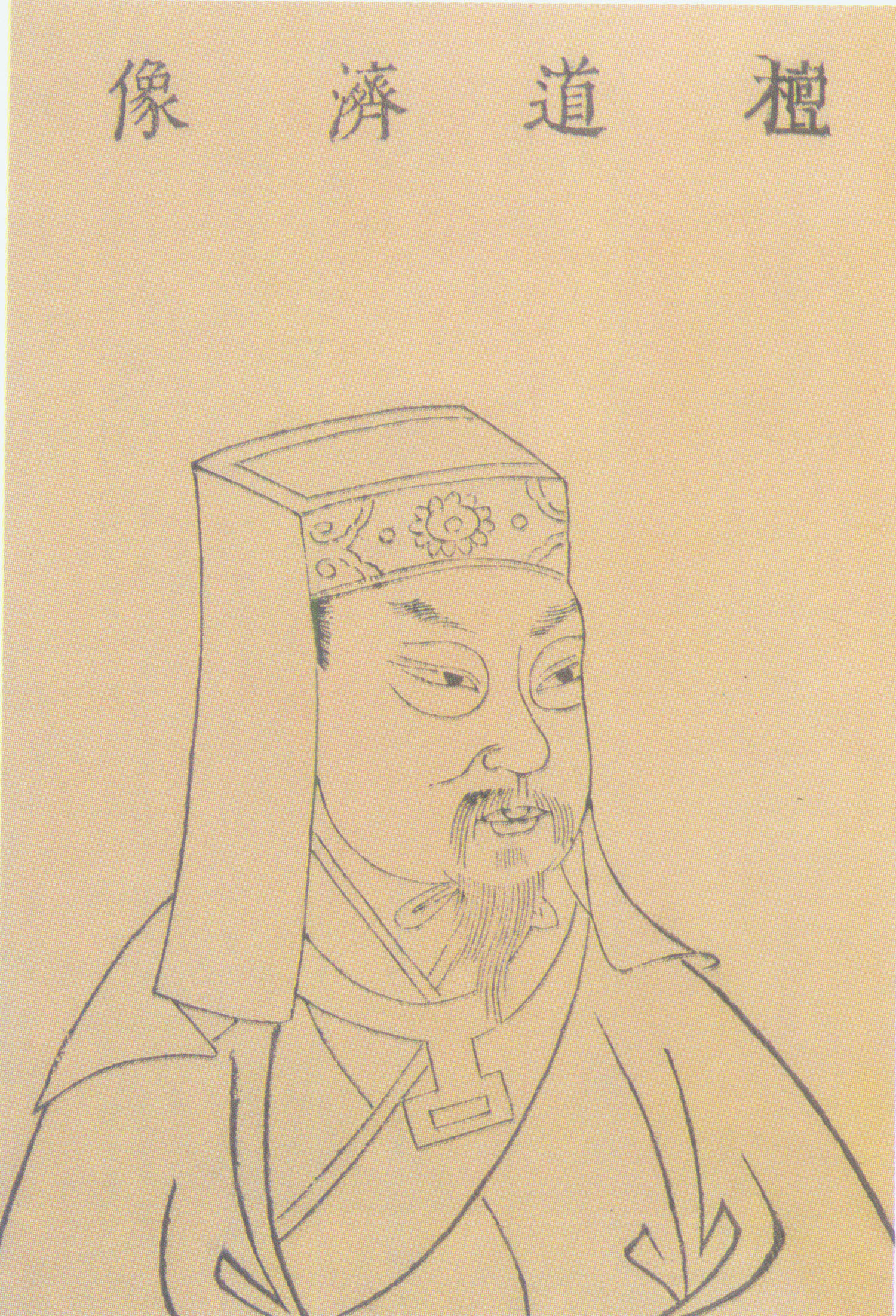
Tan Daojis Bildnis,
檀道濟像 (Tán Dàojì xiàng)

Tan Daoji (chinesisch 檀道濟 / 檀道济, Pinyin Tán Dàojì, Jyutping Taan4 Dou6zai3; * im 4. Jahrhundert; † 436) war ein hochrangiger General der chinesischen Südlichen Song-Dynastie.
Da er in sehr hohem Ansehen stand, fürchtete ihn Kaiser Wen und dessen Bruder, der Premierminister Liu Yikang (409–451), Fürst von Pengcheng. Dieser nutzte eine Krankheit des Kaisers Wen aus, um Tan Daoji verhaften und unter der falschen Anschuldigung des Hochverrats hinrichten zu lassen.

## Bedeutung
Tan Daoji werden die 36 Strategeme zugeschrieben, eine Sammlung von Strategemen, die in China Allgemeingut sind. 

## Weblink
- Loyal generals who were wrongly killed in Chinese history – Tan Daoji

| Personendaten    | Personendaten                                    |
| ---------------- | ------------------------------------------------ |
| NAME             | Tan Daoji                                        |
| ALTERNATIVNAMEN  | 檀道濟 (chinesisch)                              |
| KURZBESCHREIBUNG | chinesischer General der Südlichen Song-Dynastie |
| GEBURTSDATUM     | 4. Jahrhundert                                   |
| STERBEDATUM      | 436                                              |